# 田中太郎 (実業家)
田中 太郎（たなか たろう、1932年〈昭和7年〉5月2日 - 2020年〈令和2年〉1月24日）は、日本の実業家。
近畿日本鉄道入社後、近鉄百貨店へ移籍。外商畑を経て、京都近鉄百貨店合併前後の10年以上において社長を務めた。

## 来歴・人物
兵庫県尼崎市で、近畿車輛（旧・田中車輌）創業家に生まれる。
慶應義塾大学経済学部時代は山登りをしていた。

### 近鉄入社後
大学を卒業した1956年（昭和31年）に近畿日本鉄道へ入社後、1972年（昭和47年）に分社化した近鉄百貨店（初代法人）へ移籍した。長く外商部で勤めていたほか、外商以外では美術部長も務めた。

### 社長時代

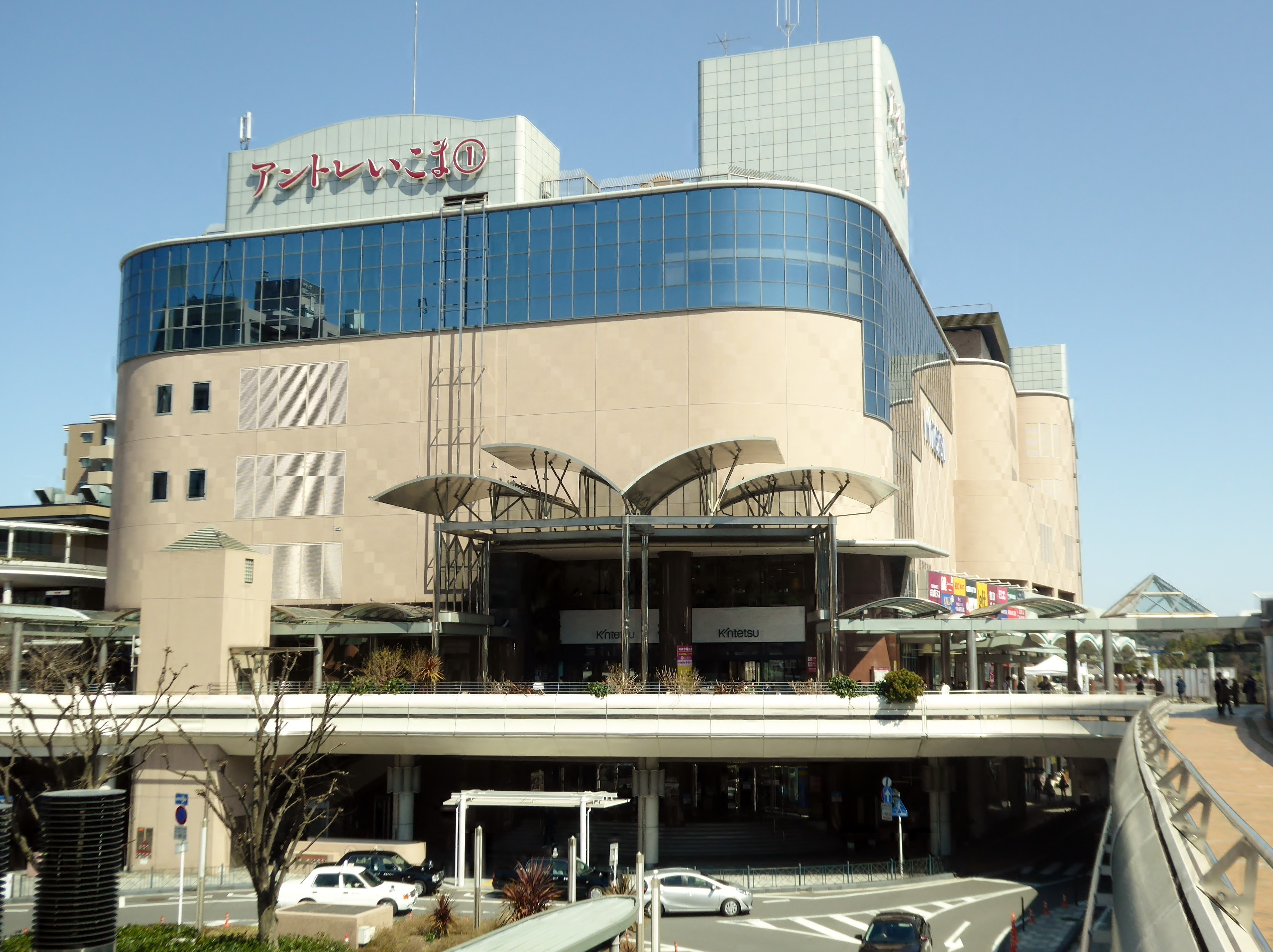
近鉄百貨店生駒店の入居するアントレいこま

1993年には近鉄百貨店社長へ就任。別府店や桜井店の閉鎖に踏み切った一方、リニューアルオープンした奈良店などへ注力し、再開発事業による新規出店の実施も表明した。京都店増床を控えて京都近鉄百貨店社長に就任した髙田多喜男や中部近鉄百貨店社長とも協業を進めた。西武百貨店で和田繁明が行ったような店舗作りの標準化の動きに対して、各店ごとの仕入れを一本化することで逆に各店の売場が自然と同じになるのを防ぎ、各店の同質化を避けようと試みた。
1997年ごろには近畿百貨店協会の会長も務めていた。この年には髙田らの京都近鉄の子会社が出店した草津近鉄百貨店や近鉄沿線の優良住宅地に立地する近鉄百貨店生駒店が開業し、それぞれ順調に売上を伸ばした。一方、1996年に京都市伏見区へ開業した桃山店は業績が伸び悩んだほか、神奈川県相模原市の橋本駅前への出店は実現しなかった。このため、草津店は1920年設立の旧・丸物系列店のみならず、近鉄百貨店グループとしても日本国内最後の新店舗となってしまった。

#### 京都近鉄百貨店との合併
草津近鉄百貨店の売上が好調な一方、別会社方式による仕入れや管理費などのコストによって同社は債務超過となった。また、開業の翌週にはジェイアール京都伊勢丹が京都近鉄百貨店京都店よりも好立地の京都駅ビル内に開業し、親会社の京都近鉄百貨店自身も債務超過となった。元社長の髙田多喜男も役員の座から去り、社長となった稲垣繁男や小山禎三のもと、度重なる人員削減や岐阜店の閉鎖に加え、京都店を複合商業施設「プラッツ近鉄」に転換して経費節減やジェイアール京都伊勢丹との差別化による集客を図った。しかし、2000年夏時点で20億円の債務超過と無配の継続により、大阪証券取引所からの上場廃止が目前となっていた。
折しも近鉄百貨店も先代の林修社長時代から上場を検討していたほか、京都近鉄百貨店の吸収合併による効率化は以前から検討していたが、規模の小さい上場企業と規模の大きな非上場企業の合併は困難だった。しかし、規制緩和によってこれが可能となったため、2000年秋に合併を正式に決定し、2001年2月28日に両社は合併した。田中自身が新会社の社長に就くため、事実上近鉄百貨店による救済合併だが、規模が小さい京都近鉄が存続会社となったうえで本社を大阪市阿倍野区、社名を近鉄百貨店に改称する逆さ合併となった。
これに先立ち、近鉄百貨店では1998年にひらかた丸物の後身・枚方近鉄百貨店を吸収合併し、2001年2月の合併直前には吉祥寺の東京店を閉鎖して体質改善を図っている。田中は東京店の閉鎖について、「（かつてのように全国展開する時代は終わり）偉大な地方百貨店を目指していく」と述べた。
京都店の経営再建など課題は残ったものの、とりあえず復配のめどが立ったこともあり、2003年には社長を後任の中川文雄に引き継いだ。

### 社長退任後
京都近鉄百貨店との合併から4年経った2005年には、早くも京都店の土地・建物はヨドバシカメラへ売却。同じ京都市の桃山店も2013年には閉店し、（法人格上は）京都発祥の企業となったにもかかわらず、京都府内から近鉄百貨店が撤退に追い込まれる結果となった。一方、合併によって上場が実現したため、名鉄百貨店や東急百貨店が上場廃止する中、近鉄百貨店は電鉄系百貨店としてはエイチ・ツー・オー リテイリングと並ぶ数少ない上場企業という立場は現在も維持されている。
また、田中が出店に携わった郊外型百貨店のうち、生駒・草津の両店は今日も存続している。
その後は旧田中車輛の資産管理会社である「萬里商事」の社長を務めていた。2020年（令和2年）1月24日に兵庫県神戸市の病院で亡くなった。87歳没。

## 私生活
近鉄百貨店の社長に就任した1993年にはすでに長男と長女は独立しており、自宅では妻のキク子や自身の母と3人で暮らしていた。大学時代のように山登りをする時間がない代わりとして、週一回アスレチックジムに通った。また、美術部長としての勤務経験から、美術品を楽しめる茶道もたしなんでいた。晩年までゴルフもしていた。